# Poliamorfisme

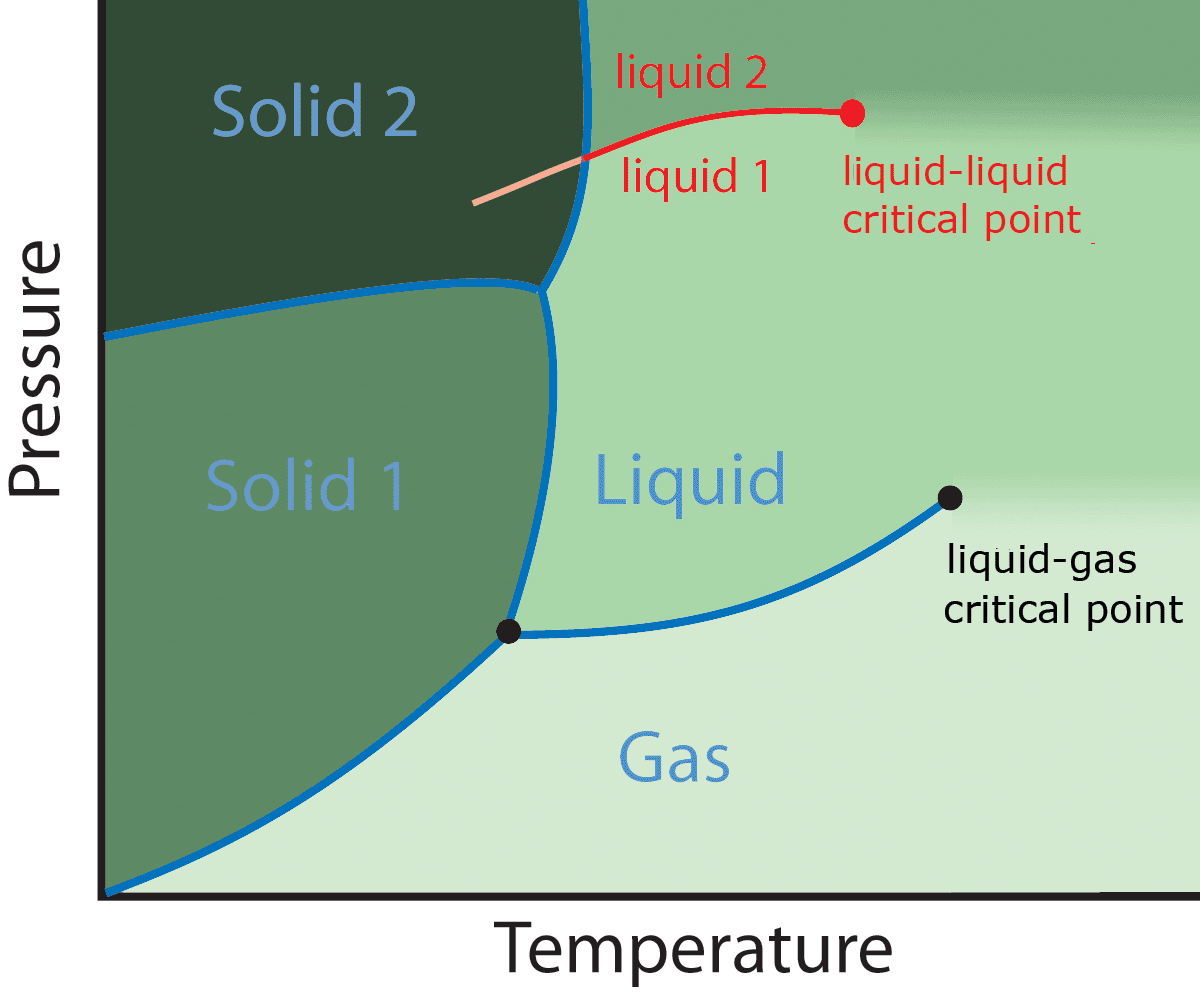
Diagrama de pressió–temperatura, incloent una il·lustració de la línia de transició proposada per diversos materials poliamorfs. Aquesta transició de fase seria de primer ordre i discontínua entre líquids de baixa i alta densitat (1 i 2), anàloga al polimorfisme dels materials cristal·lins, pel qual diferents estats (sòlid 1 i sòlid 2 al diagrama) de la mateixa substància poden existir. El diamant i el grafit són dos polimorfs del carboni. Així com la transició ordinària líquid–gas, la transició líquid–líquid acaba en un punt crític líquid-líquid, per sobre del qual es perd la distinció entre líquids i gasos (o entre els dos líquids) perquè hi ha un rang continu dels diferents estats fluids. Si s'evita la cristal·lització la transició líquid–líquid es pot estendre fins a assolir el règim metaestable de líquid subrefredat.

Esquema dels potencials de parells interatòmics. La línia blava és un potencial de tipus Lennard-Jones, que presenta el punt crític líquid–gas comú, mentre que la vermella és un potencial de doble pou, que és el model proposat pels sistemes poliamorfs. La gris representa els potencials quadrats "soft-core", que en simulacions atòmiques donen lloc a transicions líquid-líquid amb un segon punt crític. Els nombres 1 i 2 corresponen al primer i segon mínim en la gràfica dels potencials.

El poliamorfisme és la capacitat d'una substància d'existir en diverses modificacions amorfes (no–cristal·lines). És anàloga al polimorfisme dels materials cristal·lins. Hi ha moltes substàncies amorfes que contenen en elles mateixes característiques amorfes diferents (ex: polímers). No obstant, el poliamorfisme requereix dos estats amorfs diferenciats amb una clara i discontínua transició de fase (de primer ordre) entre ells. Una transició poliamòrfica que ocorre entre dos líquids estables pot anomenar-se transició de fase líquid-líquid.

## Descripció general
Tot i que els materials amorfs no exibeixen una ordenació atòmica mantinguda a gran escala, segueix havent-hi una estructura local significativa i variada a escala interatòmica (veure estructura de líquids i gasos). Les diferents estructures locals poden provocar fases amorfes de la mateixa composició química amb propietats diferents, com ara la densitat. En diverses ocasions s'han observat transicions ben definides entre dos estats de diferents densitat del mateix material amorf.

## Transicions líquid-líquid
El poliamorfisme pot aplicar-se a qualsevol estat amorf, com ara als vidres i altres sòlids amorfs, als líquids subrefredats, als líquids comuns o altres fluids. No obstant, una transició líquid-líquid és aquella que ocorre només en l'estat líquid (línia vermella del diagrama de fases, amunt a la dreta). En aquest article les transicions líquid-líquid estan definides com a transicions entre dos líquids de la mateixa substància, però el terme també pot referir-se a les –més comunes– transicions entre mescles de líquids de diferent composició química.
L'estat estable dels líquids, a diferència de molts vidres i sòlids amorfs, és un estat d'equilibri termodinàmicament estable. Per tant, noves transicions líquid-líquid o fluid-fluid en un líquid (o fluid) estable poden analitzar-se més fàcilment que en sòlids amorfs, on es complica per la naturalesa no-ergòdica i el no-equilibri de l'estat amorf.

### Teoria de Rapoport
Les transicions líquid-líquid van ser considerades originalment per Eliezer Rapoport el 1967 per tal d'explicar els màxims de les corbes de fusió a alta pressió d'alguns metalls líquids. La teoria de Rapoport requereix l'existència d'un màxim en la corba de fusió en sistemes poliamòrfics.

### Potencials de doble pou
Una explicació física del poliamorfisme és l'existència d'un potencial de parell interatòmic de doble pou (diagrama a la dreta). Es coneix que el punt crític líquid–gas apareix quan el potencial de parell interatòmic assoleix un mínim. A energies (temperatures) més baixes, les partícules atrapades en aquest mínim es condensen en l'estat líquid. A temperatures més altes, però, les partícules poden escapar el pou i la definició clara entre líquid i gas es perd. La modelització molecular ha demostrat que l'addició d'un segon pou produeix una transició addicional entre dos líquids (o fluids) diferents, amb un segon punt crític.

## Exemples de poliamorfisme
El poliamorfisme s'ha observat experimentalment o suggerit teòricament en silici, fòsfor líquid, trifenilfosfit i en altres substàncies moleculars que formen estructures de xarxa.

### Aigua i anàlegs estructurals
El cas més famós és el gel amorf. Aplicant pressió sobre cristalls hexagonals convencionals de gel fins a uns 1.6 GPa a temperatura de nitrogen líquid (77 K), es converteixen en gel amorf d'alta densitat. En alliberar la pressió, la fase es manté estable i té una densitat de 1.17 g/cm³ a 77 K i 1 bar. L'escalfament a 127 K a pressió ambient el transforma en un gel amorf de baixa densitat (0.94 g/cm³ a 1 bar). Ara bé, si el gel d'alta densitat s'escalfa fins a 165 K, no a pressions baixes sinó mantenint la compressió de 1.6 GPa, i després es refreda a 77 K, llavors es produeix un altre gel amorf que té una densitat encara més alta, de 1.25 g/cm³ a 1 bar. Totes aquestes formes amorfes tenen un espectre vibracional i unes distàncies intermoleculars molt diferents. Una altra transició de fase líquid-amorf abrupta similar es prediu en el silici líquid quan es refreda sota altes pressions. L'observació es basa en simulacions de dinàmica molecular, i també podria esperar-se intuïtivament, ja que es coneix que el carboni tetraèdric amorf, el silici i el germani són prou anàlegs a l'aigua pel que fa a l'estructura.

### Líquids òxids i vidres
Les fusions òxid d'itri–òxid d'alumini són un altre sistema del qual s'indica que exhibeix poliamorfisme. S'ha observat la transició de fase líquid–líquid en el líquid subrefredat, tot i que no hi ha consens en la literatura. També s'ha parlat de poliamorfisme en vidres d'òxid d'itri–òxid d'alumini.

### Materials orgànics
El poliamorfisme també s'ha observat en compostos orgànics com el trifenilfosfit, a temperatures d'uns 200 K.
Per altra banda, el poliamorfisme és una àrea important en la ciència farmacèutica. La forma amorfa d'un medicament acostuma a tenir una solubilitat en aigua superior respecte la seva forma cristal·lina, però l'estructura local en un farmacèutic amorf pot resultar ser diferent en funció del mètode per obtenir la fase amorfa.

### Compartiments intracel·lulars
Un interès creixent en la biologia cel·lular i la bioquímica és el procés de separació de fase com a possible mètode de compartimentalització de l'espai subcel·lular independent de membrana.
Entre els casos estudiats podem incloure diversos dels anomenats "orgànuls sense membrana" com ara els grànuls perinuclears d'ARN, el nuclèol, els centrosomes, els paraspeckles, els cossos de Cajal i els cossos de processament (P-bodies). Formades en solució aquosa, aquestes estructures adopten un comportament similar al d'un líquid: s'organitzen gotes de forma esfèrica –minimitzant l'àrea superficial–, es fusionen les unes amb les altres i responen als fluxos mecànics o a les situacions d'estrès amb viscositat i dispersió, gràcies a la reorganització de les molècules a l'interior. Per això es proposa la transició de fase líquid líquid com a mecanisme unificador de la formació d'aquests compartiments.

#### «Protein droplets»
En particular s'ha començat a analitzar la propensió a la separació de fase d'un tipus de proteïnes, denominades proteïnes intrínsecament desestructurades (IDPs). El fet de no tenir un plegament pròpiament definit els confereix la capacitat d'adoptar conformacions dinàmiques i de formar interaccions multivalents i intermitents.
Un factor que explica aquesta elevada flexibilitat és la presència de dominis de baixa complexitat (LCDs), regions on abunden un o uns pocs aminoàcids que confereixen propietats bioquímiques i biofísiques específiques i que fan possible l'auto-propagació de l'agregació. Aquesta propietat, que fa que sovint es parli de les IDPs com a proteïnes priòniques, podria explicar l'assemblatge de gotes proteiques observades en determinades cèl·lules de l'organisme com una ràpida reacció en cadena en resposta a estímuls particulars.
S'ha determinat que proteïnes implicades en certes malalties neurodegeneratives com l'Alzheimer, el Parkinson i l'ELA (Aβ, Proteïna Tau, α-sinucleïna, FUS i TDP-43) no només formen compartiments per separació de fase líquid-líquid, sinó que, amb el pas del temps, degut a l'envelliment cel·lular passen a formar fibres i agregats per separació de fase líquid-sòlid, perjudicials i irreversibles, que s'acumulen i provoquen la degeneració dels teixits.